# Ramy el-Mahdy
Ramy Saeed Mohamed el-Mahdy (* 24. Januar 1992) ist ein ägyptischer Leichtathlet, der sich auf den 110-Meter-Hürdenlauf spezialisiert hat.

## Sportliche Laufbahn
Erste internationale Erfahrungen sammelte Ramy el-Mahdy 2009 bei den Jugendweltmeisterschaften in Brixen, bei denen er im Vorlauf aber nicht das Ziel erreichte. Im Jahr darauf nahm er an den Juniorenweltmeisterschaften in Moncton teil, schied aber auch dort mit 14,36 s in der ersten Runde aus. 2018 gelangte er bei den Afrikameisterschaften in Asaba in 14,46 s auf den achten Platz und 2019 belegte er bei den Arabischen Meisterschaften in Kairo in 14,35 s den sechsten Platz und wurde anschließend bei den Afrikaspielen in Rabat mit 14,27 s Sechster.
2016, 2018 und 2019 wurde el-Mahdy ägyptischer Meister im 110-Meter-Hürdenlauf.

## Persönliche Bestleistungen
- 110 m Hürden: 14,27 s (+0,4 m/s), 27. August 2019 in Rabat